# Teorema de Steiner
O teorema de Steiner ou teorema dos eixos paralelos é um teorema que permite calcular o momento de inércia de um sólido rígido relativo a um eixo de rotação que passa por um ponto O, quando são conhecidos o momento de inércia relativo a um eixo paralelo ao anterior e que passa pelo centro de massa do sólido e a distância entre os eixos.
Considerando-se:
ICM denota o momento de inércia do objeto sobre o centro de massa,
M a massa do objeto e d a distância perpendicular entre os dois eixos.
Então o momento de inércia sobre o novo eixo z é dado por:
{\displaystyle I_{z}=I_{cm}+Md^{2}.\,}
Esta regra pode ser aplicada com a regra do estiramento e o teorema dos eixos perpendiculares para encontrar momentos de inércia para uma variedade de formatos.

Regra dos eixos paralelos para o momento de inércia de uma área.

A regra dos eixos paralelos também aplica-se ao segundo momento de área (momento de inércia de área);
{\displaystyle I_{z}=I_{x}+Ad^{2}.\,}
onde:
Iz é o momento de inércia de área através do eixo paralelo,
Ix é o momento de inércia de área através do centroide da área,
A é a medida de superfície da área, e
d é a distância do novo eixo z ao centroide da área.
O teorema dos eixos paralelos é um dos diversos teoremas referido como teorema de Steiner, devido a Jakob Steiner.

## Demonstração
Pode-se supor, sem perda de generalidade, que num sistema de coordenadas cartesiano a distância perpendicular entre os eixos está sobre o eixo x e que o centro de massa se encontra na origem. O momento de inércia relativo ao eixo z, passando sobre o centro de massa, é:
{\displaystyle I_{cm}=\int {(x^{2}+y^{2})}dm}
O momento de inércia relativo ao novo eixo, que dista r, ao longo do eixo x, do centro de massa, é:
{\displaystyle I_{z}=\int {((x-r)^{2}+y^{2}))}dm}
Expandindo o quadrado dentro da integral, tem-se:
{\displaystyle I_{z}=\int {(x^{2}-2xr+r^{2}+y^{2})}dm=\int {(x^{2}+y^{2})}dm+r^{2}\int {}dm-2r\int {x}dm}
O primeiro termo é Icm, o segundo se torna mr2 e o terceiro se anula uma vez sendo o centro de massa localizado na origem. Assim:
{\displaystyle I_{z}=I_{cm}+mr^{2}\,}

## Em mecânica clássica
Em mecânica clássica, o teorema dos eixos paralelos (também conhecido como teorema de Huygens-Steiner) pode ser generalizado para calcular um novo tensor de inércia Jij de um tensor inércia sobre um centro de massa Iij quando o ponto pivô é um deslocamento a do centro de massa:
{\displaystyle \ J_{ij}=I_{ij}+M(a^{2}\delta _{ij}-a_{i}a_{j})}
onde
{\displaystyle {\boldsymbol {a}}=a_{1}{\boldsymbol {\hat {x}}}+a_{2}{\boldsymbol {\hat {y}}}+a_{3}{\boldsymbol {\hat {z}}}}
é o vetor deslocamento do centro de massa ao novo eixo, e
{\displaystyle \ \delta _{ij}}
é o delta de Kronecker.
Nós podemos ver que, para elementos diagonais (onde i = j), deslocamentos perpendicular ao eixo de rotação resulta na versão simplificada acima do teorema dos eixos paralelos.